# Giorgio Valla
Giorgio Valla (Piacenza, 1447 – Venezia, 23 gennaio 1500) è stato un umanista italiano.

## Biografia
Giorgio Valla era figlio di Andrea Valla e di Cornelia Corvini. Dopo aver appreso i primi rudimenti a Piacenza, all'età di quindici anni si trasferì a Milano, ove frequentò le lezioni di lingua e filosofia  greca tenute dall’umanista neoplatonico Costantino Lascaris. Qui rimase fino alla partenza di Lascaris da Milano, nel 1465, ed ebbe intensi contatti con intellettuali del calibro di Gian Giacomo Trivulzio. Per qualche tempo assolve l'incarico di precettore dei figli di Francesco Sforza.
L'approfondimento dello studio del greco si realizza a seguito del trasferimento da Milano a Pavia: qui, infatti, egli poté attendere alle lezioni di un altro greco, Andronico Callisto; intanto si avvicina anche allo studio della matematica sotto la guida di Giovanni Marliani. A questo periodo risale la conoscenza di Leonardo Da Vinci.
A partire dalla fine degli anni Sessanta, Valla alterna le attività di traduttore dai classici latini e greci e di insegnante delle due lingue. È attivo come insegnante a Pavia dal 1466 fino al 1485, con alcune diversioni a Milano e a Genova. Dopo il 1485 si trasferisce a Venezia sulla cattedra lasciata vacante da Giorgio Merula, su auspicio di Ermolao Barbaro nel frattempo divenuto ambasciatore della Serenissima a Milano.

La permanenza a Venezia consentì a Valla anche di intensificare i rapporti scientifici e filologici con gli intellettuali di maggior spicco della società europea e di intrattenere proficui rapporti sociali con i potenti veneziani, come i Loredan e i Mocenigo. A Venezia rimane fino alla morte, continuamente impegnato, oltre che in varie traduzioni, soprattutto nella composizione della sua opera principale, il De expetendis et fugiendis rebus, che verrà pubblicato solo postumo e a cura del figlio adottivo Giovanni Pietro da Cademosto. Quest'opera si giovò soprattutto dell'intenso lavoro di traduzione sui testi di matematici greci, in primis di Archimede, del quale egli possedeva un manoscritto antico, del IX secolo, poi andato perduto: nel De expetendis si leggono anche traduzioni da Euclide e Tolomeo.
Nel 1496 fu arrestato per via dei suoi legami di amicizia con Trivulzio: in quell'anno, infatti, la Repubblica di Venezia aveva stretto un'alleanza con Ludovico il Moro per fronteggiare la discesa in Italia del re di Francia, Carlo VIII, a sua volta alleato appunto con Trivulzio. Valla rimase in carcere per ben otto mesi, alla fine dei quali fu però rilasciato per l'acclarata insussistenza dei sospetti che gli erano stati mossi.
La morte colse Giorgio Valla a Venezia nel 1500: fu sepolto nella Chiesa di Santa Maria della Carità.

## Opere e traduzioni
- Hori Apollinis Niliaci Hieroglyphica, per Georgium Vallam in latinum translata, ms. Vat. lat. 3898
- Galeni ad medicinam introductorium a Giorgio Valla e Graeco in Latinum conversum, Mediolani 1481.
- Commentaria in Ciceronis topica, de fato, de universitate, Venetiis 1485.
- Juvenalis saturae cum commentario G. Vallae, Venetiis 1486.
- Astronomici Veteres, Venetiis 1499.
- Alexandri Aphrodisiensis problemata, Venetiis 1488.
- Aristotelis magna moralia, Venetiis 1496.
- Cleonidis harmonicum introductorium, Venetiis 1497.
- Nicephoris De arte disserendi. De expedita ratione argumentandi. Euclidis elementorum liber XIV. Hypsiclis interpretatio eiusdem libri Euclidis. Procli Diadochi de fabrica usuque astrolabi. Nicephori Astrolabi expositio. Aristarchi De distantia et magnitudine lunae et solis. Timaei Locri De mundo. Cleonidis musica. Eusebii de quibusdam theologicis ambiguitatibus. Cleomedis de mundo. Athenagorae de resurrectione. Aristotelis de coelo, Poetica, Magna moralia. Pselli de victus ratione. Galeni de optima corporis nostri confirmatione, De bono corporis habitu, De inaequali distemperantia, De praesagitura, Praesagium experientia confirmatum. Alexandri Aphrodisiensis de febribus. Rhazis de pestilentia, Venetiis 1498.
- De expetendis et fugiendis rebus opus, Venetiis 1501.
- G. Valla, Commentaria in Ptolomaei quadripartitum, in Ciceronis partitiones et Tusculanae quaestiones, in Plinii naturalis historiae lib. II, Venetiis 1502.